# Italaman santamaria
Italaman santamaria är en spindelart som beskrevs av Antonio D. Brescovit 1997. Italaman santamaria ingår i släktet Italaman och familjen spökspindlar. Inga underarter finns listade i Catalogue of Life.